# آدام کلیتون
آدام چارلز کلیتون (به انگلیسی: Adam Charles Clayton) (زادهٔ ۱۳ مارس ۱۹۶۰) یک نوازنده است. او بیش از هر چیز به عنوان بیسیست گروه راک ایرلندی یوتو شناخته می‌شود.